# Xanthomicrogaster fortipes
Xanthomicrogaster fortipes är en stekelart som beskrevs av Cameron 1911. Xanthomicrogaster fortipes ingår i släktet Xanthomicrogaster och familjen bracksteklar. Inga underarter finns listade i Catalogue of Life.